# Stazione di Gent-Sint-Pieters
Gent-Sint-Pieters (Gare de Gand-Saint-Pierre in francese) è la stazione ferroviaria principale della città belga di Gand.